# Cogullada del Magrib
La cogullada del Magrib (Galerida macrorhyncha) és una espècie d'ocell de la família dels alàudids (Alaudidae).

## Hàbitat i distribució
habita planures àrides des de l'est del Marroc fins al nord d'Algèria i zones desèrtiques del Magrib.

## Taxonomia
Considerada sovint una subespècie de la cogullada comuna (G. cristata), avui és considerada una espècie de ple dret arran els treballs de Guillaumet et al., 2006.